# 斜交群
数学において、斜交群（しゃこうぐん、英: symplectic group）またはシンプレクティック群は、極めて密接に関連するが、異なる 2 つの群を意味し得る。
この記事では、この二つの群を Sp(2n, F) および Sp(n) と記す。
前者と区別するため、後者は屡、コンパクト斜交群と呼ばれる。
多くの筆者が若干異なる記号を使う傾向にあるが、それは、2 の因数だけ異なる。
ここでの記号は、群を表現するために使う行列の大きさに合わせることとする。

## Sp(2n,F)
体 F の上の 2n 次の斜交群 Sp(2n, F) とは、成分を F に持つ 2n × 2n 斜交行列全体の、行列の掛け算を群の演算とする群である。
全ての斜交行列の行列式は 1 だから、斜交群は、特殊線形群 SL(2n, F) の部分群である。
より形式的には、斜交群は、F 上の 2n 次元ベクトル空間の線形変換であって、非退化反対称双線形形式を保存するもの全体の集合として定義できる。
この様なベクトル空間は、斜交ベクトル空間と呼ばれる。
抽象斜交ベクトル空間 V の斜交群はまた、Sp(V) と書く。
n = 1 のとき、行列の斜交条件は、行列式が 1 であることと同値であり、従って Sp(2, F) = SL(2, F) である。
n > 1 のときには、追加的条件が必要となる。
典型的には、F は実数体 R または複素数体 C である。
この場合、Sp(2n, F) は、実または複素次元 n(2n + 1) の実または複素リー群である。
これら群は連結だがコンパクトではない。
Sp(2n, C) は単連結であるが、Sp(2n, R) は Z に同型な基本群を有する。
Sp(2n, F) のリー環は、以下の式を満たす 2n×2n 行列全体の集合である。
ΩA + tAΩ = 0
ここで、tA は A の転置、Ω は以下の反対称行列である。
{\displaystyle \Omega ={\begin{pmatrix}0&I_{n}\\-I_{n}&0\\\end{pmatrix}}}

## Sp(n)
斜交群 Sp(n) は、GL(n, H) （可逆四元行列全体）の部分群であって、Hn 上の標準エルミート形式
{\displaystyle \langle x,y\rangle ={\bar {x}}_{1}y_{1}+\cdots +{\bar {x}}_{n}y_{n}}
を保存するものである。
つまり、Sp(n) は単なる四元ユニタリ群 U(n, H) だということである。
実際、時として超ユニタリ群（英: hyperunitary group）と呼ばれることもある。
また、Sp(1) は、単位長を有する四元数全体の集合、つまり 3 次元超球面 S3 である。
Sp(n) は前節の意味で斜交群ではないことに注意されたい。というのも、Hn 上の反対称形式を保存しないからである（実際のところ、この様な形式は存在しない）。
この群を「斜交」群と呼ぶ理由については、次節で説明する。
Sp(n) は、n(2n + 1) 次元の実リー群である。
これはコンパクト、連結かつ単連結である。
Sp(n) のリー環は、
A + A† = 0
を満たす n×n 四元行列の集合である。ここで、A† は、A の随伴行列である（共軛は、四元共軛を取る）。
リー括弧積は、可換子により与えられる。

## 斜交群間の関係
群 Sp(2n, R)、Sp(2n, C)、Sp(n) の間の関係は、そのリー環で最も顕著に表れる。
これらの群を実リー群とみなしたとき、同一の複素化（英：complexification）を有する。
カルタンによる単純リー環の分類では、このリー環は Cn と記す。
多少言い換えると、複素リー環 Cn は、複素リー群 Sp(2n, C) のリー環 sp(2n, C) そのものである。
このリー環は、以下の 2 つの異なる実形式を有する。
1. コンパクト形式 sp(n)、Sp(n) のリー環である。
2. 正規形式 sp(2n, R)、Sp(2n, R) のリー環である。

|           | 行列 | リー群 | 実次元     | 複素次元  | コンパクト | 基本群 π1 |
| --------- | ---- | ------ | ---------- | --------- | ---------- | --------- |
| Sp(2n, R) | R    | 実     | n(2n + 1)  | –         | ×          | Z         |
| Sp(2n, C) | C    | 複素   | 2n(2n + 1) | n(2n + 1) | ×          | 1         |
| Sp(n)     | H    | 実     | n(2n + 1)  | –         | ○          | 1         |